# Hemimetabolisme
Hemimetabolisme, også kaldet ufuldstændig forvandling (metamorfose) og paurometabolisme, er udviklingsmåden for visse insekter, der omfatter tre adskilte stadier: ægget, nymfen, og voksenstadiet, også kaldet  imago .
Hemimetabolske insekter gennemgår gradvise ændringer i deres udvikling; der er ingen larve- eller puppestadier. Nymfen har ofte et tyndt exoskelet (ydre stivhedsskabende struktur) og ligner voksenstadiet, men mangler vinger og funktionelle reproduktive organer. De hemimetabolske insekter adskiller sig fra ametabolske arter ved, at det voksne insekt ikke gennemgår hamskifter, som det er tilfældet hos ametabolske arter, hvor den voksne instar (undviklingsstadium) har flere hamskifter.

## Ordener
Alle insekter i Pterygota (vingede insekter), med undtagelse af dem i overordenen Endopterygota (også kaldet Holometabola), tilhører hemimetabolske ordener:
- Hemiptera (næbmunde)
- Orthoptera (græshopper)
- Mantodea (knælere)
- Blattodea (kakerlakker og termitter)
- Dermaptera (ørentviste)
- Odonata (guldsmede)
- Phasmatodea (vandrende pinde)
- Phthiraptera (lus)
- Ephemeroptera (døgnfluer)
- Plecoptera (slørvinger)
- Notoptera

## Terminologi i akvatisk entomologi
I akvatisk entomologi bruges forskellig terminologi ved kategorisering af insekter med ufuldstændig metamorfose. Paurometabolisme refererer til insekter, hvis nymfer lever i samme miljø som de voksne, som i familien Gerridae af Hemiptera. De hemimetaboløse insekter er dem, hvis nymfer, kaldet najader, har akvatiske levesteder, mens de voksne er terrestriske. Dette inkluderer alle medlemmer af ordenerne Plecoptera, Ephemeroptera og Odonata. Akvatiske entomologer bruger denne kategorisering, fordi den specificerer, om den voksne vil indtage et akvatisk eller semi-akvatisk habitat eller vil være terrestrisk.